# Arthur Fadden
Sir Arthur William Fadden, född 13 april 1894 i Ingham, Queensland, död 21 april 1973 i Brisbane, var en australisk politiker som var premiärminister i Australien från 29 augusti till 7 oktober 1941. Han var partiledare för Country Party mellan 1940 och 1958.
Fadden föddes i Ingham. Hans föräldrar var irländska invandrare. Fadden växte upp i Walkerston och hoppade av skolan vid 15 års ålder. Efter cyklonen i Mackay 1918 flyttade han till Townsville och öppnade en revisionsbyrå. Han valdes till Townsville kommunfullmäktige år 1930 och i valet år 1932 valdes Fadden in till Queenslands lagstiftande församling för Country and Progressive National Party. Fadden förlorade sin plats år 1935, men följande år vann han valet till den federala Division i Darling Downs.
I mars 1940 utsågs Fadden till minister utan portfölj av Robert Menzies som ledde United Australia Party i en koalition med Country Party. Några månader senare, efter dödsfall av tre ministrar i en flygolycka, tog han över som försvarsminister och minister för den civila luftfarten. Fadden ersatte Harold Thorby i oktober 1940 som biträdande ledare för Country Party.

## Utmärkelser
- Sankt Mikaels och Sankt Georgsorden (GCMG), PC